# ISO 3166-2:NF

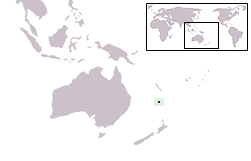
Norfolk na mapě světa

Kódy ISO 3166-2 pro Norfolk neidentifikují žádné regiony (stav v roce 2015).